# Mount Sage
Mount Sage is een 521 meter hoge berg op het eiland Tortola in de Britse Maagdeneilanden. Het is het hoogste punt van het land. Sinds 1964 is de berg onderdeel van een beschermd natuurgebied.

## Overzicht
Mount Sage is het restant van een dode vulkaan die 120 tot 135 miljoen jaar geleden het eiland Tortola heeft gevormd. De berg creëert regen door de stijging van warme vochtige lucht. De noordkant van de berg is bedekt met tropisch regenwoud, maar de zuidkant heeft droog woud. In 1964 werden de landbouwgebieden rond de berg aangekocht en werd een nationaal park opgericht. Er zijn 12 wandelpaden aangelegd rond de berg. Het beklimming van de berg is redelijk eenvoudig.